# Stone Street (Hadleigh)
Stone Street is een weg en een daaraan gelegen gehucht in het Engelse graafschap Suffolk. Het ligt enkele tientallen meters ten zuidwesten van het riviertje de Brett. Rond de locatie werden door archeologen prehistorisch aardewerk en bewerkt vuursteen, alsmede een middeleeuwse zegelstempel aangetroffen. Verder archeologisch onderzoek in 2011, in verband met de uitbreiding van een fabriek voor huisdiervoeders, leverde geen resultaten op. Stone Street werd in het Domesday Book van 1086 vermeld. De toen luidende naam van het landgoed valt thans niet te achterhalen, maar de tenant-in-chief was Richard fitz Gilbert/FitzGilbert. 